# Motorvägar i Tunisien
Motorvägar finns i Tunisien men de finns i liten omfattning om man jämför med t.ex. europeiska länder. De har byggts ut i ett nord-sydligt och ett öst-västligt stråk. Det nord-sydliga stråket Bizerte–Tunis–Monastir–Sfax går längs med Tunisiens östra kust, den rikaste delen av Tunisien och den del dit flest turister tar sig. Det öst-västliga stråket Tunis–Oued Zarga leder mot Béja, som inte är en turistort och har en levnadsstandard som är något lägre än den rikare ostkusten. De fattigare västliga och sydliga delarna av Tunisien har inga motorvägar och vägstandarden är låg.

## Motorvägssträckor i Tunisien
- A1 Tunis–Sfax
- A3 Tunis–Oued Zarga
- A4 Tunis–Bizerte